# Frank Schütze
Frank Schütze (2 de julio de 1956) es un deportista alemán que compitió para la RFA en remo. Ganó tres medallas en el Campeonato Mundial de Remo entre los años 1977 y 1979.

## Palmarés internacional
| Campeonato Mundial | Campeonato Mundial        | Campeonato Mundial | Campeonato Mundial |
| Año                | Lugar                     | Medalla            | Prueba             |
| ------------------ | ------------------------- | ------------------ | ------------------ |
| 1977               | Ámsterdam (Países Bajos)  | Medalla de plata   | Cuatro con timonel |
| 1978               | Cambridge (Nueva Zelanda) | Medalla de plata   | Cuatro con timonel |
| 1979               | Bled (Yugoslavia)         | Medalla de bronce  | Cuatro con timonel |